# Wandverwarming

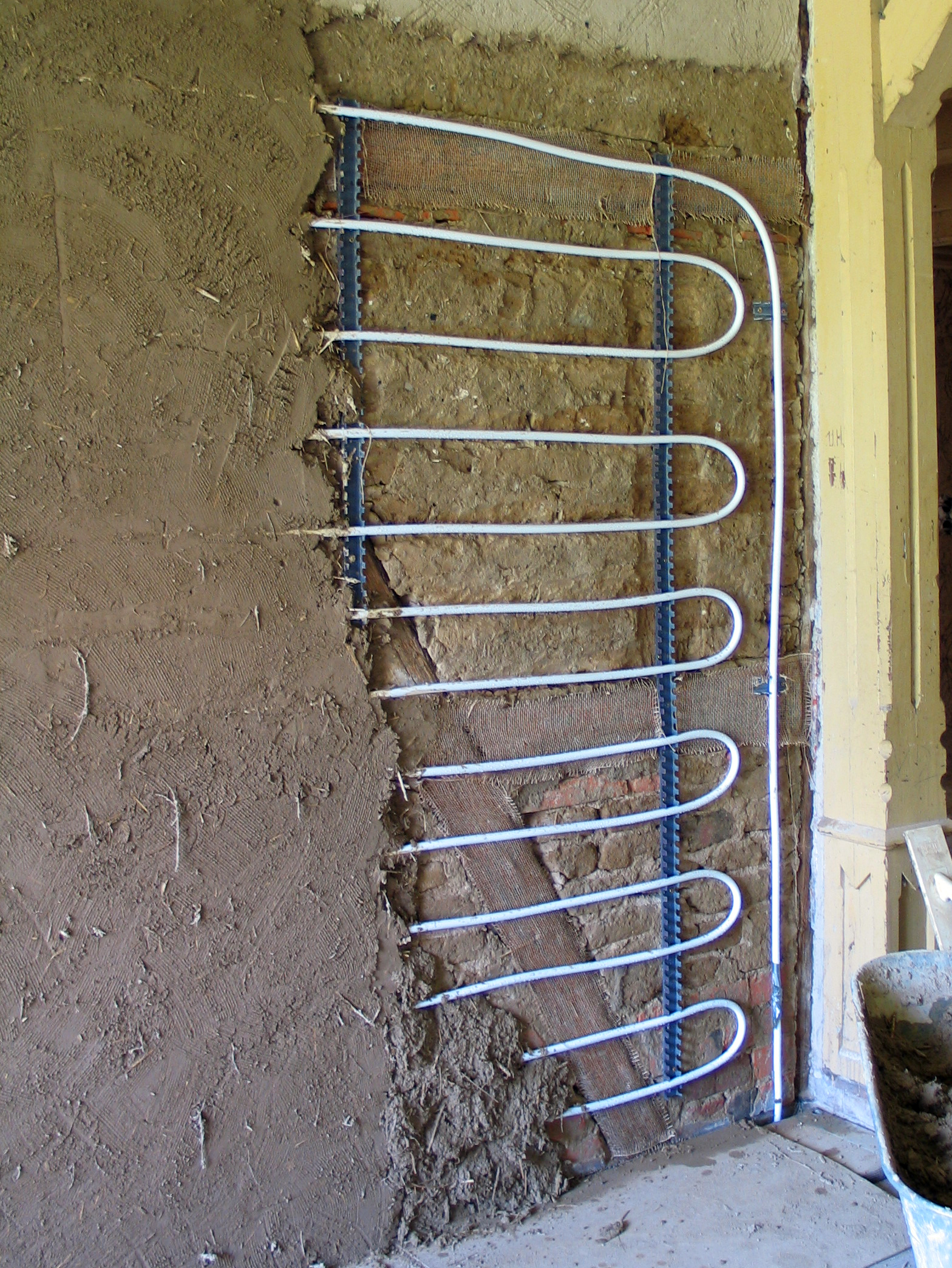
Kunststof-aluminiumbuis gepleisterd met leem

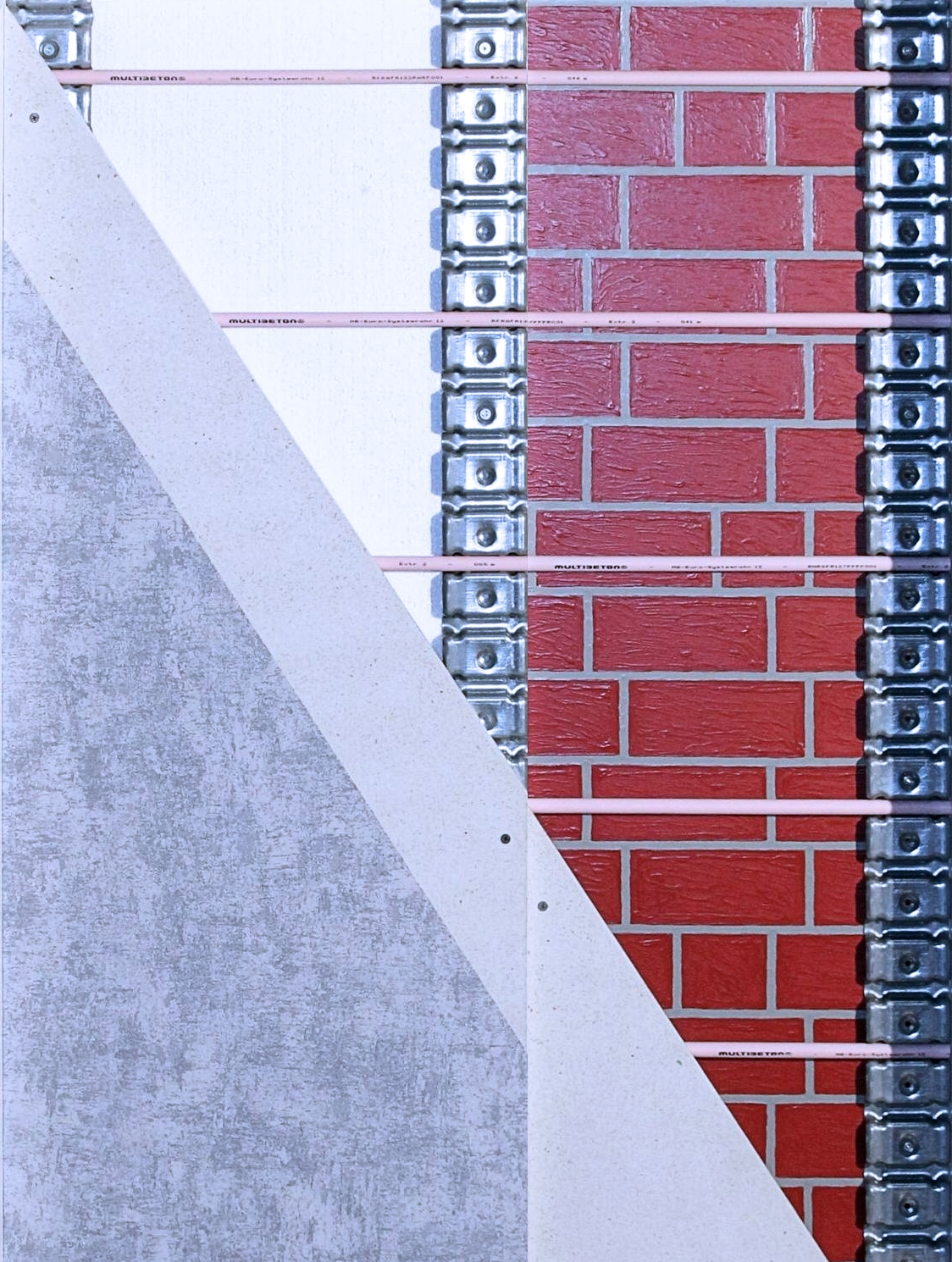
Wandverwarming: droogbouwsysteem Multibeton prefabwand

Wandverwarming behoort tot de familie van oppervlakteverwarmingssystemen en zorgt ervoor dat een ruimte wordt verwarmd door warmteafgifte van de wanden met een relatief hoog stralingsaandeel. Het wordt bij voorkeur gebruikt bij lage temperaturen.
De stralingswarmte en gezond leven van de direct verwarmde wandoppervlakken worden vaak als het grootste voordeel van wandverwarming gezien. Vergeleken met het verwarmen van het interieur met radiatoren, is de luchttemperatuur in de kamer ongeveer 2 °C lager. De temperatuurverhouding ligt dichter bij het fysiologische optimum van het menselijk lichaam en wordt als aangenaam en comfortabel ervaren. Tegelijkertijd worden ventilatiewarmteverliezen verminderd, vooral in gebouwen zonder warmteterugwinningsventilatiesysteem. Dit voordeel wordt gecompenseerd door het verhoogde warmteverlies via de buitenmuur. Een beperkte thermische isolatie van de muur is een voorwaarde voor de efficiënte werking van een verwarmingssysteem met directe verwarming van de buitenmuren.
Zoals alle oppervlakteverwarmingssystemen zijn wandverwarmingssystemen zeer geschikt bij gebruik van warmtepompverwarmingssystemen en bij het gebruik van zonneboilers.
Schimmelvorming op verwarmde wandoppervlakken is niet snel mogelijk in ruimtes die normaal worden gebruikt.

## Geschiedenis
De Romeinen gebruikten het principe van gecombineerde vloer- en wandverwarming al in de hypocaust: holtes in de vloer of in de muren werden verwarmd door uitlaatgassen en/of warme lucht. Rond 1910 werden in Engeland de eerste warmwater-wandverwarmingssystemen geïnstalleerd. In 1971 werd de eerste moderne wandverwarming met kunststof buis gepresenteerd, tegelijk met vloerverwarming, wand- en plafondverwarming.

## Systemen

### Buitenmuurverwarming/-koeling (vanaf binnenzijde)
Het systeem wordt in gips of als droogbouwsysteem gelegd. Massief metselwerk moet aan de buiten- of binnenkant worden voorzien van thermische isolatie zodat er niet te veel warmte direct via de muur verloren gaat. Deze opstelling wordt als fysiologisch gunstig beschouwd, aangezien een zeer gelijkmatige temperatuurverdeling in de ruimte wordt bereikt. Bij grote raampartijen in de buitengevel zijn speciale maatregelen nodig om te voorkomen dat het comfort in de ruimte onder de koude raampartijen of door de vorming van luchtturbulentie verminderd. Er moet een bijzonder goede isolerende beglazing worden gekozen en de warmteafgifte van de wandverwarming moet worden geconcentreerd rond de ramen en in de dagkant. Bij kamerhoge glasoppervlakken dienen extra warmte-uitstralende elementen zoals vloeverwarming of (vloer) convectoren te worden voorzien.

### Binnenmuur wandverwarming/-koeling
Als er op de buitenwanden onvoldoende ruimte is om de wandverwarming te plaatsen, kunnen als alternatief de binnenwanden worden verwarmd. Dit vereist echter een zeer goed geïsoleerde buitenwand, omdat anders temperatuurverschillen tussen de wanden ontstaan, wat kan leiden tot het ontstaan van luchtturbulentie.

### Betonkernactivering
Terwijl de wand normaliter zo dicht mogelijk bij het oppervlak moet worden verwarmd om koele ruimtes snel op te warmen, worden bij betonkernactivering wanden of andere vaste componenten van binnenuit verwarmd of gekoeld en fungeren ze als warmte-koudeopslag. Aangezien de grote opslagmassa geen snelle regeling mogelijk maakt, mag dit systeem alleen worden gebruikt in ruimtes die continu worden gebruikt of om een basislast naast een ander verwarmingssysteem te dekken. Betonkernactivering wordt vooral toegepast in grote gebouwen of in kelders, omdat goed geïsoleerde kleine gebouwen snel oververhitten onder invloed van zonnestraling als het verwarmingssysteem zo traag is dat het er niet op kan reageren.

### Kachelverwarming en hypocausts
Afhankelijk van de grootte van de kachel kan het relatief grote verwarmde oppervlak van een tegelkachel een even positief effect hebben op het binnenklimaat als wandverwarming. Het hoge stralingsaandeel van een traditionele basiskachel resulteert in de verwarming van de omringende muren, die de warmte vervolgens zelf kunnen uitstralen (hoewel niet in dezelfde mate als direct verwarmde muren). Dit geldt nog meer voor hypocaust verwarming, waarbij warme lucht door holtes in de muur wordt geleid om deze te verwarmen. Omdat tegelkachels en hypocaust echter vaak in het gebouw worden geplaatst en niet op de buitenmuur, bestaat er opnieuw het risico dat er een luchtkanaal ontstaat tussen de koude buitenmuur en de warmere binnenmuren.
Tegelkachels met een vrijstaande verwarmingsinzet en openingen om de binnen verwarmde lucht te laten ontsnappen, hebben niet de positieve eigenschappen van tegelkachels in massief metselwerk, omdat hier, net als bij convectoren, voornamelijk de kamerlucht wordt verwarmd, terwijl de muren vrij koud blijven en luchtturbulentie in de kamer waarschijnlijk is. 

### Plintverwarming
Plintverwarming met behulp van plintverwarmers genereert warme lucht die direct op de buitenmuur opstijgt en het muuroppervlak verwarmt. Omdat een iets groter aandeel van de warmteafgifte wordt gebruikt om de lucht in de kamer te verwarmen, wordt het aandeel stralingswarmte dienovereenkomstig verminderd. Daarentegen is de temperatuur van het wandoppervlak iets lager waardoor er minder warmte via de buitengevel verloren gaat en is het systeem ook geschikt voor buitengevels met een iets minder goede isolatiewaarde.

## Voor- en nadelen

### Nadelen ten opzichte van  vloerverwarming
- Het buitenmuuroppervlak is meestal kleiner dan het vloeroppervlak en wordt verder beperkt door raamoppervlakken. Meubels die later voor de buitenmuur worden geplaatst, zullen het gebied dat bijdraagt aan de verwarming van de kamer verder verkleinen. Hetzelfde geldt voor schilderijen op groot formaat, wandtapijten, enzovoorts.
  - Het kleinere oppervlak vereist hogere aanvoertemperaturen in het verwarmingscircuit. Dit leidt vaak tot een verminderd rendement van condensatieketels en warmtepompen .
  - Bij grote raamoppervlakken in de buitenmuur is het nodig om de binnenmuuroppervlakken extra te verwarmen. Wanneer de buitentemperatuur koud is, kan dit leiden tot een merkbare luchtcirculatie van de koude buitenmuur naar het interieur van de kamer, wat het comfort vermindert.
- Indien de wandverwarming in massieve wanden zonder isolerende tussenlaag wordt ingebouwd, zal de verwarming traag reageren. Het duurt langer voordat de kamers zijn opgewarmd en er een reactie op extra warmte-inbreng door zonnestraling plaatsvindt.
- Door de leidingen die in de muur lopen is het boren van gaten of het inslaan van spijkers slechts in beperkte mate mogelijk.
- Bij latere plaatsing dienen de betreffende wanden volledig opnieuw te worden bepleisterd, wat niet geschikt is bij monumentale panden met voor monumentenzorg te behouden wandoppervlakken (schilderwerk, stucwerk, lambrisering ...).

### Voordelen ten opzichte van vloerverwarming
- De zijdelingse warmtestraling is effectiever, aangenamer en fysiologisch gunstiger dan de straling van boven of onder.
- Het is niet nodig om de aanvoertemperatuur van het verwarmingscircuit met speciale regelapparatuur te begrenzen, zodat de bereikte oppervlaktetemperatuur de 29 °C niet overschrijdt, zoals voorgeschreven in de DIN voor vloerverwarming, om mensen te beschermen tegen schade, bijvoorbeeld om aderverwijding te voorkomen.

## Technisch ontwerp

### Vereisten
Buitenmuren moeten voldoende warmte-isolatie hebben. Bij slecht geïsoleerde buitenmuren zijn de transmissiewarmteverliezen hoog, waardoor hoge energiekosten te verwachten zijn. Een U-waarde (voorheen k-waarde) van < 0,35 W/(m²•K) wordt als richtlijn gehanteerd. Voor oude gebouwen wordt een maximale U-waarde van 0,45 W/(m²•K) aanbevolen.  Onder bepaalde voorwaarden kunnen oude gebouwen met vakwerk-, natuurstenen of bakstenen muren van binnenuit worden voorzien van thermische isolatie. Het bevestigen van de wandverwarming aan binnenmuren is energetisch voordeliger, maar fysiologisch ongunstig. Scheidingswanden tussen verschillende gebruikseenheden die voorzien zijn van wandverwarming dienen een R λ waarde te hebben van minimaal 0,75 (m²•K)/W.

### Energie-efficiëntie
De verhoogde wandtemperatuur op buitenmuren leidt tot verhoogde energieverliezen.
Voorbeeld:
- Buitentemperatuur: 0 °C
- Binnenwandtemperatuur zonder wandverwarming: 20 °C
- Binnenwandtemperatuur met wandverwarming: 30 °C

Aangezien de warmtestroom direct afhankelijk is van het temperatuurverschil tussen binnen en buiten, zal het warmteverlies bij gebruik van wandverwarming regelmatig hoger zijn. Anderzijds vermindert wandverwarming het vochtgehalte van de stenen muur en verbetert daardoor de thermische isolatiewaarde (U-waarde). Dit is echter niet voldoende om het verhoogde warmteverlies volledig te compenseren.
Als extra gevelisolatie geen optie is, kunnen voor het plaatsen van de wandverwarming, binnenisolatiepanelen van houtvezels, kurk, rietstengels, cellulose, calciumsilicaat of andere materialen die in staat zijn tot capillaire afvoer van het in de winter optredende vocht, worden aangebracht op het wandoppervlak.

### Planning

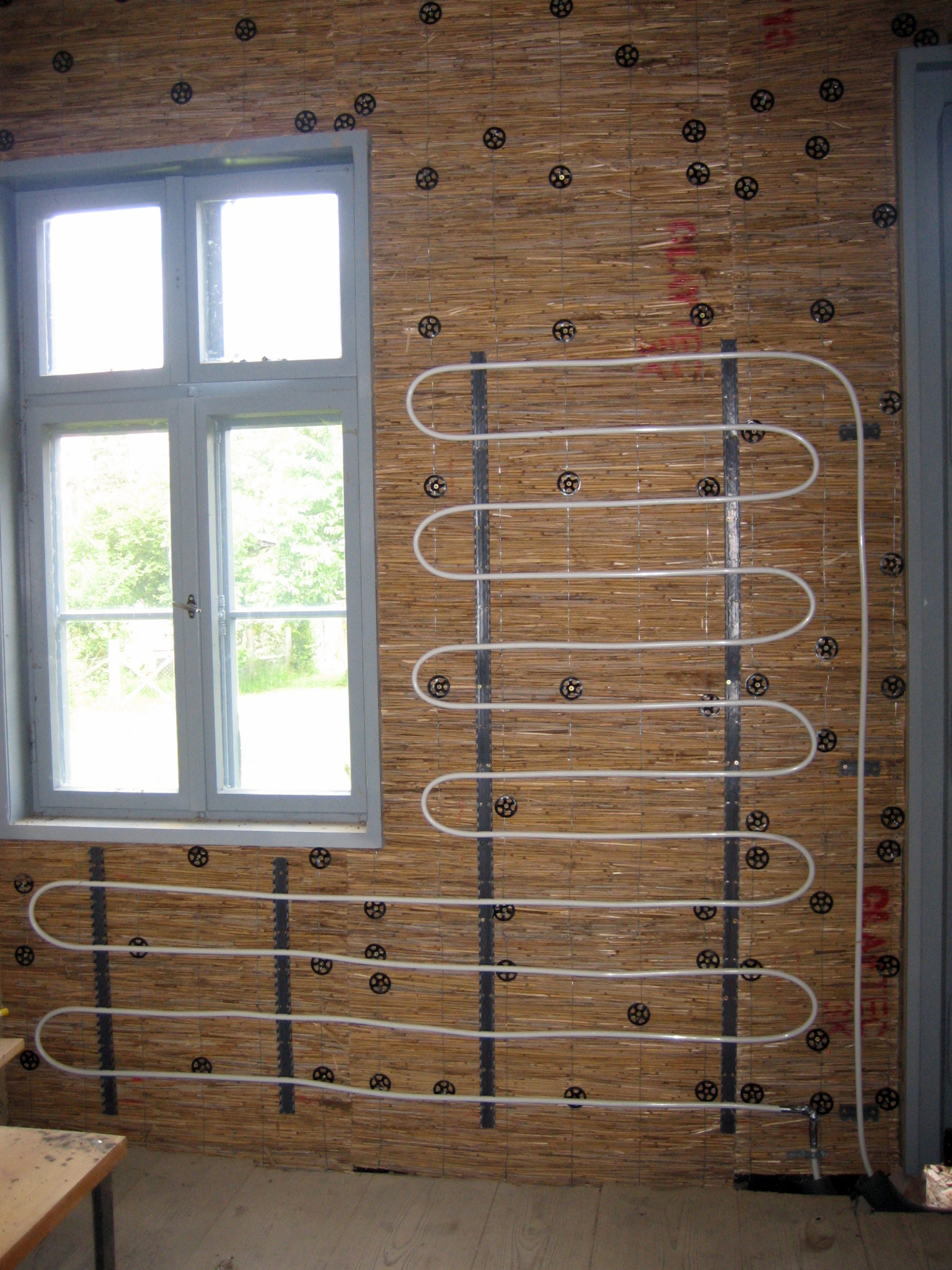
Wandverwarming op een buitenmuur

Wandverwarmingssystemen worden ontworpen volgens de berekende verwarmingsbehoefte. In het algemeen worden de volgende aannames gedaan:
- Kamertemperatuur 20 °C voor normale ruimtes en 22 °C tot 24 °C voor badkamers.
- De oppervlaktetemperatuur van de muren moet, indien mogelijk, de 40°C zijn niet overschrijden, omdat anders het temperatuurverloop naar de binnenmuren en raamoppervlakken soms onaangenaam merkbaar kan worden.
- De laagst aan te nemen luchttemperatuur is afhankelijk van de betreffende locatie, b.v. Amsterdam −8 °C
- Bij warmwaterverwarmingen is de aanvoertemperatuur bij voorkeur 21 tot 35 °C bij gebruik van een warmtepomp of zonneboiler, met andere warmtebronnen van 40 °C tot 45 °C. De retourtemperatuur is dan meestal zo'n 5 °C lager. Als er slechts weinig muuroppervlak beschikbaar is voor het installeren van de wandverwarming, zijn ook hogere temperaturen denkbaar. Bij aanvoertemperaturen van meer dan 60 °C is er echter geen voordeel meer ten opzichte van verwarmingssystemen die eenvoudiger te installeren, minder traag en effectiever zijn, zoals plintverwarming. De door het plintsysteem convectief verwarmde lucht stijgt door het Coanda-effect met een overeenkomstig hoge stromingstemperatuur direct langs de wand op en verwarmt het wandoppervlak op dezelfde manier als een in de wand ingebed systeem.

Het afdekken van verwarmingsoppervlakken met meubels, gordijnen of textiele wandkleden maakt het systeem traag (bijvoorbeeld tapijt op vloerverwarming) en ook inefficiënt als het een buitenmuur betreft. Bij de plaatsing van meubels tegen de verwarmde wandvlakken moet daarom rekening worden gehouden met de benodigde ruimte.
De ligging van de verwarmingslussen moet traceerbaar en gedocumenteerd zijn (foto met meetlint) om latere schade door het inslaan van spijkers of het boren van gaten te voorkomen. Met zoekapparatuur die metaal, wateraders of andere in de muur ingebouwde materialen detecteert, kan de ligging van de verwarmingsbuizen achteraf worden bepaald. Tijdens het stookseizoen zijn ook warmtebeeldcamera's en temperatuurgevoelige folies geschikt om de warmtebronnen weer te geven.

### Verwarmingscapaciteit
Indien meerlaagse composietbuizen vanaf 16 millimeter diameter op een afstand van 10 centimeter gelegd en in een 30 tot 35 millimeter dikke laag gips ingebed, de warmteafgifte is ongeveer 85 W/m² als de aanvoertemperatuur 35 °C is. Eén vierkante meter (1 m²) van dit systeem bevat circa 1 liter water.
Om de oppervlaktetemperatuur van de muur te beperken, kan de verwarmingsgrenscurve worden bepaald met deze formule: warmteoverdrachtscoëfficiënt 8 W/(m²•K) × maximale wandoverschottemperatuur bij 40 °C fysieke grenstemperatuur. Bij wandverwarming ligt de verwarmingsgrenscurve rond de 160 W/m².
Voorbeeld van een ontwerp-warmtefluxdichtheid
Een warmtedoorgangscoëfficiënt van 8 W/(m²•K) en een wandoverschottemperatuur van circa 8 K bij 35 °C aanvoertemperatuur en 20 °C kamertemperatuur met een systeem ingebed in de muurpleister resulteert in een warmtestroomdichtheid van circa 66 W/m².

### Installatie van wandverwarming
De wand wordt meestal verwarmd door buizen of elektrische verwarmingselementen die net onder het wandoppervlak lopen.
Leidingen of elektrische verwarmingsleidingen worden overwegend aan de ruwbouwmuur of de isolatielaag bevestigd en overpleisterd. In plaats daarvan kunnen geprefabriceerde verwarmingsspiralen, capillaire of elektrische verwarmingsmatten worden gebruikt om het leggen op grotere oppervlakken te versnellen. De dikte van de pleisterlaag over de buiskroon is meestal 1 centimeter. Bij gebruik van geschikte voorgemengde droge mortel kan ook 5 millimeter volstaan. 
Ook worden steeds vaker geprefabriceerde, zelfdragende verwarmingselementen in de vorm van gipsplaatpanelen aangeboden, die aan de bestaande wand of aan een zelfstandige onderbouw worden geschroefd. Flexibele kalk-, gips- en leempleisters zijn bijzonder geschikte pleisters. Pleisters met grotere hoeveelheden hydraulische bindmiddelen zoals cement of silicaat zijn vaak te stijf en onbuigzaam en kunnen door thermische uitzetting barsten of over een groot oppervlak loskomen van de muur. In de laatste pleisterlaag moet een versterkingsweefsel van glasvezel of jute worden verwerkt. Bij het gebruik van traditionele pleistermortels is de pleisterdikte in totaal meestal 30 tot 35 millimeter.
Het bekleden van de verwarmde oppervlakken met natuursteen, tegels of harde bekleding is doorgaans probleemloos mogelijk. Als het risico bestaat dat de muur later vochtig wordt, mag er geen leem en gips worden gebruikt. Omdat water- en dampdichte wandbekleding voorkomt dat de wand snel uitdroogt, zouden deze pleisters week worden. Bij het installeren van koperen of stalen leidingen moet een van de volgende maatregelen worden genomen om te voorkomen dat starre wandbekledingen worden beschadigd door de spanningen die worden gegenereerd door verwarming:
- De wandtemperatuur wordt tot een ongevaarlijk niveau begrensd door thermische regelventielen, retourtemperatuurbegrenzers, een mengcircuit of andere beveiligingen.
- Voor het definitief uitharden van het pleisterwerk wordt het leidingsysteem eenmalig tot de hoogst mogelijke temperatuur verwarmd voor het latere bedrijf. De buizen zetten uit en creëren de ruimte die ze nodig hebben wanneer ze opwarmen door plaatselijk het gips te verplaatsen. Hierbij moet worden overwogen of het uithardingsproces van de gebruikte pleister wordt verstoord door de verwarming. Bovendien moet de pleister vochtig worden gehouden om voortijdige uitharding te voorkomen.
- Bij elke verandering van richting wordt de vrije uitzetting van de gelegde buizen mogelijk gemaakt door de toevoeging van een flexibel, zacht materiaal. Dit wordt onder andere ook aanbevolen voor composiet koperen leidingen met een rechte lijnlengte van 5 meter of meer.
- De buizen zijn ingebed in een zacht uithardende mortel die de volgende lagen ontkoppelt van de uitzetting van de buizen. De mortel waarin de wandbekleding wordt gelegd, moet dan worden versterkt met een weefselinzet of strekmetaal.

De informatie over de maximale aanvoertemperatuur die het wandverwarmingssysteem schadevrij kan weerstaan, varieert sterk. Af en toe wordt 80 °C opgegeven. Als leempleister wordt gebruikt en het systeem tijdelijk wordt verwarmd terwijl de pleister droogt, zijn ook temperaturen van 95 °C mogelijk. 

#### Verhitting van warm water
Wandverwarming is een doorontwikkeling van vloerverwarming, waarbij de dekvloer wordt vervangen door een dikke laag pleisterwerk. Buisjes of capillaire buismatten worden op een wand aangebracht. Volgens de leidingopstelling wordt onderscheid gemaakt tussen registersystemen waarbij registerleidingen tussen de aanvoer- en retourleidingen zijn bevestigd. Het voordeel is bijvoorbeeld de korte reactietijd - evenals lange buislengten zonder koppelingen, zoals gebruikelijk in vloerverwarmingstechniek, die vrij goedkoop zijn. De aanvoer en retour moeten zoveel mogelijk parallel lopen, omdat dan warmer en kouder water dicht bij elkaar stromen en de gemiddelde temperatuur van het water zo gelijkmatig over het gehele oppervlak van de wand wordt verdeeld. Het water wordt getransporteerd door een circulatiepomp. Als buismateriaal wordt koper, metaalcomposiet of kunststof gebruikt. Gebruikelijke diameters zijn 12 tot 16 millimeter. Kleinere leidingdiameters zijn ook mogelijk ten koste van meer pompenergie. Kleinere diameters zijn gebruikelijk bij registersystemen. Er worden voorgemonteerde of gestandaardiseerde elementen aangeboden die alleen aan de muur bevestigd en met elkaar verbonden hoeven te worden. De afstand van de buizen is tussen de 5 en 20 centimeter. Wandverwarmingen worden geïntegreerd in binnen- en buitenmuren. Dit gebeurt als:
- nat systeem
  - ter plaatse door bepleistering (ook later)
  - in klemprofielen leggen die aan de muur zijn bevestigd
- droog systeem 
  - door het aanbrengen van legplaten (wandverwarming in droogbouw) gemaakt van polystyreen hardschuim met warmtegeleidende lamellen, geïntegreerde kunststof buis en een gipsplaatafdekking
  - leempanelen of gipsplaatpanelen met geïntegreerd leidingsysteem
  - gelegd in klemprofielen bevestigd aan de muur, onder gipsplaat
- in prefab woningbouw af fabriek.

Het systeem wordt in gips of als droogbouwsysteem gelegd en maakt elke bedrijfstemperatuur mogelijk, ook hoge bedrijfstemperaturen bij verwarming. Voor gipspleister wordt aanbevolen om aanvoertemperaturen van 50 ºC niet te overschrijden.

#### Elektrische verwarming
Voor elektrische wandverwarming wordt een dunne verwarmingsmat op de muur aangebracht of erin gepleisterd, waar vervolgens elektrische stroom doorheen wordt geleid, die de geleider verwarmt. Hiervoor zijn matten in verschillende maten en verwarmingscapaciteiten in de handel verkrijgbaar.

### Holtes

#### Lucht
Volgens het principe van de Romeinse hypocaust wordt verwarmde lucht door holtes in de muur geleid. De ingesloten lucht wordt aan de onderkant verwarmd, stijgt op en geeft zijn warmte af aan de muur, om vervolgens weer te zinken en weer verwarmd te worden - een soort kringloop (kan ook ondersteund worden door ventilatoren).

#### Uitlaatgassen
De rookkanalen van een tegelkachel lopen meestal achter de te verwarmen muur. Dit kan buiten worden verwarmd om stof en as weg te houden - of het kan ook in de ruimte worden geïntegreerd.

### Buisleidingsystemen
De installatie van muurlussen van zuurstofdichte kunststofbuis is in alle opzichten onproblematisch. Er moet aandacht worden besteed aan de hittebestendigheid van de buis als delen van het verwarmingssysteem bij een hogere temperatuur worden gebruikt, omdat bij een storing in de mengklep ook de wandverwarming aan de hogere temperatuur kan worden blootgesteld. In het geval dat de leiding is beschadigd door een spijker of iets dergelijks, moeten pijpverbindingen of reparatiemoffen van de juiste afmetingen direct beschikbaar zijn. De positie van puur kunststof leidingen kan niet worden bepaald met conventionele leidingzoekers. Wanneer de verwarming in bedrijf is, kunnen de leidingen worden gelokaliseerd met behulp van warmtegevoelige folie. De leiding zelf wordt meestal niet beschadigd door bevriezing van de leidingen als het verwarmingssysteem uitvalt. Door de elasticiteit van de buis leiden temperatuurschommelingen niet tot significante spanningen in het materiaal. De levensduur van de leidingen hangt sterk af van de kwaliteit van het gebruikte materiaal.
De kunststof buizen worden meestal in één doorlopende lengte vanaf een centrale verdeler gelegd, waardoor het niet nodig is om aftakconnectoren op het muuroppervlak te plaatsen, wat een grotere pleisterdikte of een uitsparing in het muuroppervlak zou vereisen.Als het verwarmingssysteem moet worden ondersteund door zonnewarmte, kunnen de aanvoertemperaturen verder worden verlaagd door systemen met kleine buisafstanden of capillaire matten te gebruiken, wat een betere benutting van de zonnewarmte mogelijk maakt. Als het materiaal niet zuurstofdicht is (bijvoorbeeld polypropyleen), moet het verwarmingscircuit gescheiden zijn van het ketelcircuit en mogen er geen messing onderdelen in het verwarmingscircuit zitten. De gebruikelijke maximale lengte van het individuele verwarmingscircuit is 80 meter voor een meerlagenbuis met een diameter van 16 millimeter.
Het leggen van koperen buis is veel complexer, omdat de buis niet zonder gereedschap kan worden gebogen en er aanzienlijk meer pers- of soldeerverbindingen nodig zijn. Installatie kan worden vereenvoudigd door gebruik te maken van geprefabriceerde buisregisters.  Volgens de legrichtlijnen moeten buisverbindingen met soldeerfittingen hard gesoldeerd worden als ze in de dekvloer worden gepleisterd of gegoten om een verhoogde treksterkte te bereiken. Bij inbedding in leempleister of niet-hydraulische kalkpleister worden de verwarmingslussen echter regelmatig zacht gesoldeerd, aangezien deze pleisters flexibel genoeg zijn om thermische uitzetting van de leidingen mogelijk te maken. Bij gebruik van meer drukvaste pleisters kan het risico op leidinglekkage en pleisterscheuren aanzienlijk worden verminderd als het verwarmingscircuit na het pleisteren wordt verwarmd, zodat de leidingen ruimte hebben om uit te zetten, terwijl het pleisterwerk nog zacht is. Leempleister kan op deze manier droog worden verwarmd. Luchtkalkpleister daarentegen moet minimaal een week vochtig gehouden worden, beter meerdere weken. Als het verwarmen van het verwarmingscircuit niet mogelijk is, moet het pleisterwerk worden uitgevoerd bij een temperatuur die ongeveer overeenkomt met de gemiddelde waarde tussen de laagste kamertemperatuur en de hoogste te verwachten aanvoertemperatuur. Als de eerste bijvoorbeeld 0 °C is en de laatste 60 °C, moet de kamer tijdens het uitharden van de pleister worden verwarmd tot 30 °C.
Koperen leidingen moeten in muren van alkalische bouwmaterialen (cement- en kalkpleister) worden gelegd met een beschermende mantel als de muurconstructie vaak doorweekt zal raken door slagregen, opstijgend vocht uit de grond of opspattend water. Tijdens het verwarmen is in de regel geen vochtindringing te verwachten. Kleine gaatjes in koperen buizen kunnen eenvoudig worden gerepareerd door op een stuk koperen plaat te solderen, bijvoorbeeld gesneden uit een stuk pijp van de eerstvolgende grotere maat. Koperen buis wordt meestal niet vernietigd door het bevriezen van het water dat erin zit, maar soldeerverbindingen kunnen lekken en uit elkaar worden geduwd. Kleine lekkages kunnen doorgaans probleemloos worden verholpen met een in de handel verkrijgbare afdichtingskit voor verwarmingsinstallaties.
Bij het installeren van het leidingsysteem moet erop worden gelet dat de soldeerverbindingen niet overmatig worden belast door veranderingen in de lengte van de leiding door temperatuurschommelingen in het verwarmingsmedium, door de lengte van de rechte leidingdelen te beperken of door de leiding te omringen met elastisch materiaal in een bepaald gebied wanneer er richtingsveranderingen zijn. De thermische belasting van de leidingaansluitingen kan ook worden verminderd door een kleine buffertank te plaatsen of door een apart ketelcircuit te gebruiken, dat door middel van een hydraulische schakelaar en een tweede pomp wordt ontkoppeld van het verwarmingscircuit.
In tegenstelling tot soldeerfittingen hebben de moffen van persfittingen een uitstulping aan de buitenkant waardoor de leidingen in de buurt van de fittingen niet volledig tegen de wand aan liggen. De praktijkervaring is nog beperkt, maar de verwachting is dat geperste verbindingen minder gevoelig zijn voor thermische belasting en bevriezing van het leidingsysteem dan gesoldeerde verbindingen. Het is nog onduidelijk of de in de persfittingen aangebrachte O-ringen dezelfde levensduur hebben als klassieke buisverbindingen, die in het verwarmingscircuit net zo oud kunnen worden als het gebouw zelf.

## Comfort
Wandverwarmingen geven hun warmte af met een relatief hoog stralingsaandeel. Dit zorgt voor een aangenaam binnenklimaat en een lage stofturbulentie. Energiebesparingen zijn mogelijk door het subjectieve warmtegevoel bij objectief wat lagere kamertemperatuur (relatief lagere aanvoertemperatuur). Bij een wandoppervlaktetemperatuur van 24 tot 29 °C wordt de stralingswarmte als aangenaam ervaren. Over het algemeen geldt: hoe kleiner het verschil tussen de gemiddelde kamertemperatuur en de oppervlaktetemperatuur van een onverwarmde buitenmuur, hoe comfortabeler u zich in deze ruimte voelt. Bij dezelfde oppervlaktetemperatuur wordt de straling van de muur als prettiger ervaren dan die van vloerverwarming. 